# Torreyochloa pauciflora
Torreyochloa pauciflora là một loài thực vật có hoa trong họ Hòa thảo. Loài này được (J.Presl) Church miêu tả khoa học đầu tiên năm 1949.